# Estación de Chantilly - Gouvieux
La estación de Chantilly - Gouvieux es una estación ferroviaria francesa situada en la comuna de Chantilly, en el departamento de Oise al norte de París. Por ella circulan tanto los trenes de cercanías de la línea D del RER como trenes regionales. 

## Situación ferroviaria
La estación se encuentra en el punto kilométrico 41,915 de la línea férrea París-Lille, entre los viaductos de Commelles (398 metros) y de la Canardière (457 metros). Este último, también llamado simplemente viaducto de Chantilly, se compone de 36 arcos que en su altura máxima alcanzan los 22 metros.

## Historia
Fue inaugurada el 10 de mayo de 1859 por parte de la Compañía de Ferrocarriles del Norte.  
El 27 de septiembre de 1987 la estación se integró en la línea D del RER.

## La estación
Fue construida siguiente el modelo estándar de las estaciones de segunda categoría de la compañía del norte con un edificio central y dos anexos adosados. 
Se compone de tres vías denominadas A, M y B y de dos andenes, uno central y otro lateral a los que se acceden gracias a pasos subterráneos. Las vías A y B se pueden recorrer a una velocidad máxima de 160 km/h mientras la que vía M, la central, está limitada a 90 km/h, 30 km/h si el tren va en dirección a Creil debido al viaducto de Chantilly. 

## Servicios ferroviarios

### Regionales
Por la estación transitan trenes TER que unen París con el norte de Francia:
- Línea Amiens - París.
- Línea Busigny - París.

### Cercanías
El tráfico de cercanías se realiza gracias a la D del RER. Muchos de los trenes terminan su trayecto en la estación, otros siguen hasta Creil.